# 徳育護理健康学院
経国管理曁健康学院（けいこくかんりおよびけんこうがくいん、Ching Kuo Institute og Management & Health）は、台湾基隆市に位置する私立学院である。

## 歴史
| 年     | 月日 | 事跡                                                |
| ------ | ---- | --------------------------------------------------- |
| 1967年 | -    | 「徳育護理専科学校」として開校                      |
| 1996年 | -    | 「徳育医護管理専科学校」と改称                      |
| 2002年 | -    | 「徳育技術学院」と改称 「経国管理曁健康学院」と改称 |

## 組織
- 看護学科
- 食品テクノロジー学科
- 幼児保育学科
- 化粧品応用学科
- 旅行業管理学科

- 情報テクノロジー学科
- 人材開発学科
- 運動健康レジャー学科
- 教養センター